# Ауста
Ауста е село в Южна България. То се намира в община Момчилград, област Кърджали.
Село Ауста се намира в югоизточната част на Източни Родопи. Намира се на около 17 км югоизточно от общинския център град Момчилград, на около 32 км югоизточно от град Кърджали, на около 295 км в същата посока от столицата София. Релефът е планински, а надморската височина, на която се намира селото е 488 м.
Климатът е умереноконтинентален до средиземноморски. Характеризира се с продължително и горещо лято и мека зима.
Земите в околността са подходящи за отглеждане на лозя, тютюн, овощни и зърнени култури.

## Население
Численост и дял на етническите групи според преброяването на населението през 2011 г.:
|                     | Численост | Дял (в %) |
| Общо                | 206       | 100,00    |
| Българи             | 00        | 00,00     |
| Турци               | 200       | 97,08     |
| Цигани              | 0         | 0,00      |
| Други               | 0         | 0,00      |
| Не се самоопределят | 0         | 0,00      |
| Неотговорили        | 4         | 1,94      |